# Шендуи
Шендуи (фр. Chênedouit) насеље је и општина у северној Француској у региону Доња Нормандија, у департману Орн која припада префектури Аржантан.
По подацима из 2011. године у општини је живело 167 становника, а густина насељености је износила 18,7 становника/km². Општина се простире на површини од 8,93 km². Налази се на средњој надморској висини од 256 метара (максималној 275 m, а минималној 148 m).

## Демографија
| 1962. | 1968. | 1975. | 1982. | 1990. | 1999. | 2011. |
| ----- | ----- | ----- | ----- | ----- | ----- | ----- |
| 227   | 238   | 215   | 222   | 190   | 167   | 167   |

График промене броја становника у току последњих година